# Uperodon taprobanicus
Uperodon taprobanicus es una especie de anfibio anuro de la familia Microhylidae. Esta rana se distribuye desde el noreste de la India y Bangladés hasta Sri Lanka. Habita en diversos tipos de hábitats: bosques xerófilos, plantaciones de coco y caucho, humedales y en las cercanías de zonas urbanas entre el nivel del mar y los 1300 metros de altitud. Es una especie terrestre que excava y se refugia debajo de hojarasca, troncos o del suelo mismo. Se reproduce en charcas estacionales.